# Libertate (film)
Libertate (în limba romani Korkoro, cu sensul de Singur) este un film dramatic francez din 2009 scris și regizat de Tony Gatlif, cu actorii francezi Marc Lavoine, Marie-Josée Croze și James Thiérrée în rolurile principale. Distribuția filmului a fost formată din actori cu mai multe naționalități, cum ar fi albanezi, kosovari, georgieni, sârbi, francezi, norvegieni și nouă romi recrutați de Gatlif în Transilvania, România. Tony Gatlif (de origine rom, născut în Algeria și stabilit în Franța) și-a dezvoltat o carieră cinematografică prin realizarea unor filme care prezintă povești cu țigani, teme ale popoarelor nomade și filme care pun un accent pe muzica lor.
Bazat pe o anecdotă a istoricului Jacques Sigot despre al doilea război mondial, filmul a fost inspirat de viața reală a unui rom care a scăpat de naziști cu ajutorul sătenilor francezi. Descrie subiectul rar documentat al genocidului romilor (Poraimos). În afară de un grup de romi, filmul prezintă un personaj bazat pe Yvette Lundy (1916-2019), o profesoară de franceză care a activat în rezistența franceză și a fost deportată într-un lagăr de concentrare pentru acuzații de falsificare a datelor din pașapoartele unor romi. Gatlif a intenționat să realizeze un film documentar, dar lipsa documentelor justificative l-a determinat să îl realizeze ca pe un film dramatic de ficțiune, dar bazat pe evenimente reale. În Franța Regimului de la Vichy (perioada în care are loc filmul) a existat o legislație împotriva țiganilor și a modului lor de viață, care le-a interzis mai ales să se deplaseze prin țară. Cu proasta reputație de a fi hoți și răufăcători nomazi, ei nu au găsit prea multă compasiune din partea majorității francezilor.  
Filmul a avut premiera la Festivalul Mondial de Film de la Montréal, unde a câștigat Marele Premiu al Americii, printre alte premii. A fost lansat în Franța sub numele de Liberté în februarie 2010, unde a avut încasări de 601.252 de dolari americani; iar veniturile din Belgia și Statele Unite au dus la un total de 627.088 de dolari americani.
Muzica filmului, compusă de Tony Gatlif și Delphine Mantoulet, a avut o nominalizare la categoria cea mai bună muzică scrisă pentru un film la a 36-a ediție a premiilor César (2011).
Korkoro a fost descris ca un „rar tribut cinematografic” adus romilor uciși în Porajmos. În general, a avut recenzii pozitive din partea criticilor de film, inclusiv laude pentru ritmul său neobișnuit de liniștit pentru un film care are ca subiect Holocaustul. Criticii l-au considerat ca una dintre cele mai bune lucrări ale regizorului și, împreună cu Latcho Drom (care este tot despre romi), „cel mai accesibil” dintre filmele sale. Se consideră că filmul îi prezintă pe romi într-un mod non-stereotipic, departe de reprezentările lor clișeu ca muzicieni (lăutari).

## Prezentare
Filmul are loc în timpul celui de-al doilea război mondial într-o zonă rurală a Franței condusă de Regimul de la Vichy. Povestea începe cu un băiat francez de nouă ani, Claude (Mathias Laliberté), care a fugit dintr-un orfelinat. El decide să evite protecția statului și întâlnește o caravană de romi, o familie extinsă de 20 de bărbați, femei și copii, care decid să-l adopte. Romii încep să-l numească pe Claude, Korkoro, adică cel liber. Fascinat de stilul lor de viață nomad, Claude decide să rămână cu aceștia.
Caravana își așează tabăra lângă un sătuc viticol, sperând să găsească ceva sezonier de lucru în podgorii și un loc unde să își vândă mărfurile sau să repare oale. Satul, așa cum era tendința în acel moment, este împărțit în două facțiuni - una care îi întâmpină pe romi și cealaltă care îi vede ca pe niște musafiri nepoftiți. Théodore Rosier (Marc Lavoine), primarul satului și medic veterinar, și Mademoiselle Lundi (Marie-Josée Croze), profesoară și funcționară la primărie, se numără printre sătenii mai prietenoși. Jandarmeria Regimului de la Vichy se folosește de documentația din pașapoartele cetățenilor săi pentru a monitoriza mișcările acestora pentru care a fost stabilit pe timp de război un traseu maxim de parcurs, împreună cu pedeapsa cu închisoarea în caz de încălcări. Acest lucru i-a afectat negativ pe romii nomazi. Mademoiselle Lundi se folosește de funcția sa de secretară a primăriei și le falsifică pașapoartele, eliminând din ele documentația despre deplasările lor anterioare.
Mai târziu, când Rosier este mușcat grav în afara satului de un cal pe care voia să-l îngrijească, este salvat de romi, care îl vindecă pe primar cu practicile lor tradiționale (aceștia pun balegă de vacă pe rana acestuia). El le vinde casa tatălui său pentru doar 10 franci pentru a-i proteja de politica fascistă de trimitere la închisoare a persoanelor fără adăpost. Lundi îi înscrie pe copii la clasa ei. Romii iubitori de libertate își dau seama că acești francezi încearcă să-i ajute, dar ei nu se împacă cu viața într-un loc fix și cu regulile educației formale.
Când sosesc naziștii, este dezvăluit că Rosier și Lundi sunt membri ai Rezistenței franceze; ei sunt arestați și torturați în timpul interogatoriului. Naziștii îi înconjoară pe romi și îi trimit în lagărele de concentrare. Claude, care a fost îngrijit de Rosier, alege să plece cu romii.

## Producție

### Context
În timpul celui de-al doilea război mondial, Porajmos a fost încercarea Germaniei naziste, a Statului Independent al Croației, a Ungariei lui Horthy și a aliaților lor de a extermina romii din Europa. Sub conducerea lui Hitler, atât romii, cât și evreii au fost definiți prin legile de la Nürnberg ca „dușmani ai statului german” bazat pe o ideologia rasistă și antisemită; cele două grupuri au fost vizate de politici și persecuții similare, culminând cu anihilarea aproape în întregime a ambelor populații din țările ocupate de naziști. Estimările numărului de decese ale romilor în cel de-al doilea război mondial variază de la 220.000 la 1.500.000 de persoane.
Deoarece comunitățile de romi din Europa de Est erau mai puțin organizate decât comunitățile evreiești, Porajmos nu a fost bine documentat. A existat, de asemenea, o tendință de minimizare a cifrelor reale, potrivit lui Ian Hancock, director al Programului de studii rome de la Universitatea Texas din Austin. Tony Gatlif, ale cărui filme au în principal subiecți romi, a dorit de mult timp să realizeze un documentar despre acest subiect mai puțin cunoscut, dar lipsa unor dovezi suficient documentate, coroborată cu absența cifrelor exacte ale unui recensământ interbelic al romilor, a făcut dificilă realizarea unui astfel de documentar.

### Dezvoltare
Cercetarea lui Gatlif a început în 1970 când a făcut cunoștință cu Matéo Maximoff, un scriitor francez de etnie romă. Cei doi s-au dus la Montreuil pentru a-i intervieva pe romi care inițial nu au discutat despre Porajmos. Gatlif a căutat informații și despre francezii care au încercat să-i protejeze pe romi de persecuții. În urma eforturilor fostului președinte francez Jacques Chirac de a onora Dreptul între popoare (Justes) (prin acordarea  Legiunii de Onoare în grad de Mare Ofițer), Gatlif a descoperit-o pe Yvette Lundy, o fostă profesoară din Gionges, La Marne, care a fost deportată la  Ravensbrück deoarece a falsificat documente pentru evrei și romi. De asemenea, Gatlif a descoperit o anecdotă a lui Jacques Sigot, un istoric care a documentat Porajmos-ul, anecdotă care ar ajuta ulterior la dezvoltarea scenariului. Anecdota este despre o familie de romi care a fost salvată de la a fi trimisă în lagărul de la Montreuil-Bellay  de către un avocat francez care le-a vândut casa părinților doar pentru un franc. Incapabilă să se adapteze la un stil de viață staționar, familia a ieșit din nou pe drumuri, ceea ce a dus la arestarea lor în nordul Franței și eventuala încarcerare în lagărul de concentrare Auschwitz.
Personajele din Korkoro sunt extrase din anecdota lui Sigot. Filmul urmărește viața unei familii rome în timpul războiului, de la necredința lor că le-ar fi interzis să călătorească, respingerea lor de către alții atunci când stau într-un singur loc, la arestarea, încarcerarea, eliberarea lor cu ajutorul unui primar francez local și a unui notar, încercarea lor zadarnică de a nu mai trăi într-un stil nomad și apoi arestarea lor finală înainte de a fi trimiși în lagărele morții. Personajul Théodore Rosier se bazează pe notarul din anecdotă. Celălalt personaj Juste, Lise Lundi, se bazează pe Yvette Lundy și pe o bătrână profesoară a lui Gatlif din Belcourt, Algeria, care a fost comunistă și a oferit ajutor Frontului de Liberare Națională al Algeriei.
Destinat să fie un documentar, Korkoro a devenit o dramă din cauza lipsei unor documente justificative suficiente. Gatlif a scris scenariul inițial într-o lună; ulterior au apărut modificări care au transformat filmul într-o narațiune cu personajele Rosier și Lundi. Gatlif a folosit ajutorul oferit de Lundy pentru a scrie scenele legate de ea, la care și-a adăugat propriile experiențe cu profesoara sa. Prima apariție a romilor în film este inspirată de modul în care romii nomazi au apărut în mijlocul pustietății după ce Gatlif a lucrat la caracterizarea lor mai mult de un an. Un alt an a fost investit în dezvoltarea personajului lui Taloche.

### Distribuție
- Marc Lavoine	...	Théodore Rosier
- Marie-Josée Croze	...	Mademoiselle Lundi
- James Thierrée	...	Félix Lavil dit Taloche (ca James Thiérrée)
- Mathias Laliberté	...	P'tit Claude
- Carlo Brandt	...	Pierre Pentecôte
- Rufus	...	Fernand
- Arben Bajraktaraj	...	Darko
- George Babluani	...	Kako (ca Georges Babluani)
- Ilir Selmoski	...	Chavo (ca Iljir Selimoski)
- Kevyn Diana	...	Zanko
- Bojana Panic	...	Tina
- Raya Bielenberg	...	Puri Dai
- Thomas Baumgartner	...	Tatane
- Francisc 'Csangalo' Mezei	...	Tchangalo
- Tincuța-Anita Mezei	...	Marina
- Călin-Alin Mezei	...	Calin
- Lena Goman	...	Mandra
- Gabriel Goman	...	Calo
- Frunza Goman	...	Cali
- Narcissa Stănescu	...	Piripi
- Jacques Sotty	...	Lucien, le notaire
- Josiane Carle	...	Mère Radet
- Raphaël Simonet	...	Milicien 1
- Bernard Villanueva	...	Milicien 2
- Jade Teyssier	...	Jeanne Radet
- Alain Besset	...	Emile Radet
- Flavien Tassart	...	Pierre Lebel
- Arno Feffer	...	Anatole Lebel
- Mickaël Furnon	...	Sătean
- Léonard Bardotti	...	Sătean
- Robert Perrichon	...	Jandarm
- Pascal Carré	...	Jandarm
- Franck Adrien	...	Jandarm
- Alain Blazquez	...	Jandarm(ca Alain Blasquez)
- Philippe Spader	...	Jandarm
- Franck Contentin	...	Jandarm călare
- Thierry Marteau	...	Jandarm călare
- Jochen Hägele	...	Soldat german (ca Jochen Hagele)
- Cédric Weber	...	Soldat allemand
- Wieland Amand	...	Soldat allemand puits
- Jan Oliver Schroeder	...	Officier allemand puits (ca Jan-Olivier Schroeder)
- Eric Supply	...	Soldat allemand puits
- Rolf Kasteleiner	...	Officier Gestapo bal
- Jan Peters	...	Officier Gestapo
- Jürgen Ellinghaus	...	Officier Gestapo
- Pierre-Marie Rochefort-Schneider	...	Officier Gestapo
- Andreas Simma	...	Officier Gestapo
- Pierre Pessel	...	Officier Gestapo
- Anthony Crozet	...	Résistant

Gatlif a dorit să reprezinte întreaga comunitate romă în naivitatea și puritatea lui Félix Lavil dit Taloche. Ca exemplu, Taloche este arătat că se teme de fantome. Pentru rolul lui Taloche, Gatlif avea nevoie de un muzician cu abilități acrobatice; ceea ce s-a dovedit a fi foarte greu de găsit. La Paris, la Théâtre de la Ville, a fost impresionat de James Thiérrée, un nepot al lui Charlie Chaplin. Nefiind rom, (deși bunica lui Chaplin era romă), Thiérrée a învățat limba romani și muzică swing romani în șase luni.
Pentru rolul Théodore Rosier, Gatlif dorea pe cineva care să arate ca un francez tipic al vremii, cu o „voce și o față puțin asemănătoare cu cea a lui Pierre Fresnay, Maurice Ronet, Jacques Charrier sau Gérard Philippe”, astfel l-a găsit pe Marc Lavoine. Marie-Josée Croze a fost alegerea evidentă pentru Mademoiselle Lise Lundi. Gatlif și-a imaginat-o pe Lundi ca pe un „personaj [din filmele lui] Hitchcock: fragilă, misterioasă și puternică”.
Pierre Pentecôte, personajul din miliție interpretat de Carlo Brandt, a fost prezentat cu un aspect jalnic, mai degrabă decât ca o caricatură de răufăcător. Pălăria și câteva kilograme în plus simbolizează miliția grasă a perioadei. Orfanul, P'tite Claude, a fost interpretat de Mathias Laliberté. Rufus a fost ales de Gatlif pentru rolul lui Fernand datorită aspectului său tipic francez. Puri Dai, bunica, a fost interpretată de Raya Bielenberg, o artistă norvegiano-sovietică și premiată în 2005 cu premiul de artă al orașului Oslo, care prin intermediul muzicii și dansului face cultura romilor mai cunoscută în Norvegia. Celelalte personaje notabile din film, Darko, Kako, Chavo, Zanko și Tatane au fost interpretate de Arben Bajraktaraj, Georges Babluani, Ilijir Selimoski, Kevyn Diana și, respectiv, Thomas Baumgartner. Levis, un personaj minor, a fost interpretat de strănepotul lui Django Reinhardt, în vârstă de 11 ani, un virtuos chitarist de jazz și compozitor de etnie Manouche rom. Distribuția a inclus oameni de multe naționalități, albanezi, kosovari, georgieni, sârbi, francezi și norvegieni, împreună cu cei nouă romi pe care Gatlif i-a găsit trăind într-o sărăcie extremă în Transilvania. S-au făcut aranjamente pentru ca acești romi să rămână în Franța timp de trei până la patru luni pe perioada filmărilor.

### Filmări
Filmul a fost filmat în Loire, în Monts du Forez, Rozier-Côtes-d'Aurec și Saint-Bonnet-le-Château.  Instrumentele folosite în film, care erau foarte asemănătoare cu cele folosite în 1943, au fost aduse din Transilvania. Gardurile din sârmă ghimpată din lagărele de concentrare sunt autentice, fiind construite de naziști în România, acestea pot fi diferențiate de cele folosite pentru vite prin distanțarea mai densă dintre sârne.
Actorii de sex masculin au fost rugați să-și lase  părul și mustața să crească. Actorii au fost, de asemenea, nevoiți să slăbească pentru a obține aspectul personajelor din cel de-al doilea război mondial. Costumele au un aspect estompat, o reflectare a faptului că oamenii din acea perioadă dețineau puține haine, adesea doar două ținute. Niciunul dintre actori nu cunoștea scenariul în avans și nu era informat decât în fiecare seară cu privire la ceea ce aveau de făcut ziua următoare în scenele lor. Romii nu erau conștienți de evenimentele istorice care au stat la baza filmului și li s-a spus doar că povestea are loc în vremuri grele la fel ca cele din timpul lui Nicolae Ceaușescu în România. În scena în care romii s-au revoltat împotriva poliției pentru uciderea lui Taloche, aceștia au fost informați cu privire la moartea personajului doar când scena a fost filmată, ceea ce a dus la o revărsare autentică de emoții, făcând lupta lor cu poliția să pară mai reală. Gatlif a remarcat mai târziu într-un interviu că această scenă reprezintă răzvrătirea efectivă a romilor de la Auschwitz care a avut loc la 16 mai 1944.
Thierrée a fost singurul actor autorizat să improvizeze. Caracterizarea lui Taloche a fost construită pe spontaneitate și, în multe cazuri, Gatlif nu a avut nici o idee despre cum ar acționa într-o scenă, cum ar fi în scena robinetului în care se aruncă pe scări. Într-o altă scenă, în care dansează cu muzică de război în fundal, Thierrée s-a prefăcut că face dragoste cu pământul ca un animal. Gatlif, care a dorit ca personajul să aibă capacitatea de a simți pericolul, așa cum o fac adesea animalele, a declarat că Thierrée era potrivit pentru rol, deoarece este foarte mult asemănător unui animal. Scena de dans în care este prezentat Taloche căzând dintr-un copac a fost realizată fără cascadori care să-l dubleze.

### Coloană sonoră
Muzica joacă un rol foarte important în toate filmele lui Gatlif, precum Latcho Drom și Gadjo dilo, după cum a remarcat Scott Tobias în recenzia sa pentru National Public Radio. Korkoro nu face excepție: importanța muzicii este evidentă din genericul de la început (în care gardurile din sârmă ghimpată vibrează pe tonul corzilor unei chitare și ale unui țambal în concordanță cu prima subtitrare a scenariului, „sârma ghimpată cântă în vânt") până la cele mai ciudate instrumente folosite pentru a produce muzica, cum ar fi zăngănirea găleților și a roților de vagon.
Partitura de fundal a fost compusă de Tony Gatlif și Delphine Mantoulet. Tema principală a cântecelor este asocierea romilor cu statul francez. În ciuda poveștii triste, există și melodii vesele, cu piese pentru vals, tarantella și java. Muzica filmului joacă un rol important de la genericul de la început până la piesa lui Catherine Ringer de la genericul de final, „Les Bohemians”, o piesă de vals scrisă de Gatlif și Mantoulet, care este descrisă ca dând tonul general al filmului. „Les Bohemians” este prima melodie franceză prezentată vreodată într-un film al lui Gatlif. Acesta a ales-o pe Ringer pentru piesă, inspirată de simțul „sângelui din gură” al vocii ei. Cântecul se traduce prin „Noroc tuturor, dacă cineva se îngrijorează că am plecat, spune-le că am fost aruncați din lumină și din cer, noi, stăpânii acestui vast univers”.
Piesa de dans Java compusă de Delphine însoțește o scenă în care personajele se adună în secret într-un hambar pentru a dansa, semnificând că în aceea perioadă adunările publice erau interzise.
Piesa „Un Poulailler A La Bastilles”, cântată de fiul lui Gatlif, Valentin Dahmani, este despre stereotipul rasist existent al romilor care sunt văzuți ca hoți de pui. Filmul încorporează, de asemenea, efecte sonore ca nechezate de cai, explozii și un mecanism de ceas. Coloana sonoră are, de asemenea, o melodie,  „Le Temps des cerises”, care este cântecul revoluționar al comunei din Paris. Muzica pentru versiunea melodiei din film a fost compusă de Gatlif, folosind sunete de ceas și banjo. Alte voci de pe coloana sonoră aparțin lui Kalman Urszuj, Sandu Ciorbă și Ikola.
Un album de coloană sonoră a fost lansat în februarie 2010. A fost nominalizat la Premiul César în 2011 la categoria cea mai bună muzică scrisă pentru un film, dar a pierdut în fața celei din Marioneta (The Ghost Writer) care a fost compusă de Alexandre Desplat  Coloana sonoră a lui Korkoro invocă sentimente mixte, cum ar fi un bun umor, nostalgie și frică, creând un univers paralel cu filmul.

## Teme și analiză
Kokoro a fost comparat cu Lista lui Schindler, un bine-cunoscut film dramatic american despre Holocaust. În stilul său de regie, Gatlif a juxtapus cultura vibrantă a romilor pe fundalul războiului. În special, recenzorii au comentat modul subtil în care a tratat aspectele oribile ale războiului și modul în care i-a portretizat pe romi într-un mod non-stereotip. Pe lângă personajele rome, filmul mai conține un membru al Rezistenței franceze și un orfan luat parcă din cărțile lui Dickens. Criticii au făcut, de asemenea, comparații între starea romilor din film, care are loc în timpul celui de-al doilea război mondial, cu situația lor circumstanțială  în prezent. 

### Elemente ale Holocaustului
Criticii au comparat pe Korkoro cu Lista lui Schindler  (r. Steven Spielberg) din cauza sacrificiilor făcute de Rosier pentru a-i proteja pe romi de naziști. O recenzie din Moving Pictures Network l-a numit-o „Lista lui Schindler minus sfârșitul fericit”, citând lipsa de relief comic a filmului care duce la o incapacitate a acestuia de a se conecta cu publicul. Scena de la început, un prim-plan al gardurilor din sârmă ghimpată de-a lungul stâlpilor de lemn, cu bărăcile unui lagară în fundal, este o imagine comună pentru multe filme ale Holocaustului, a scris Scott Tobias, care a comentat și acțiunile „schindleriene” ale lui Rosier care își dă casa romilor - o evaluare susținută și de recenzia lui Eric Hynes în Time Out, New York. Sophie Benamon de la L'Express a observat că Gatlif a tratat ororile Holocaustului sugerându-le prin simbolism, cum ar fi portretizarea unui copil abandonat, sugestia că părinții săi au fost închiși și un ceas cu caractere ebraice care este arătat abandonat pe calea ferată..., ceea ce implică trecerea unui tren care a dus evreii într-un ghetou. Jr Glens Heath,  pentru Slant Magazine, a remarcat că documentarea istorică incompletă a lui Gatlif  a transformat filmul într-o „istoriografie personală a celui de-al doilea război mondial”, în care personajele „transcend victimizarea”, mai degrabă decât să se amestece în melodramă, așa cum o fac într-un film tipic despre Holocaust. Michael Nordine a scris pentru Hammer to Nail că acest film nu poate fi comparat cu tragicomedia Viața este frumoasă (La vita è bella, 1987) și alte „povești înălțătoare” cu teme ale Holocaustului, datorită portretizării sale directe a evenimentelor realiste.

### Libertatea ca temă
Câțiva critici au sugerat libertatea ca temă, având în vedere importanța arătată de personaje pentru aceasta. Fidel titlului său, care este un cuvânt rom pentru libertate, Gatlif și-a folosit libertatea pentru a regiza o poveste romantică tangențială, ascuțită, cu documentele istorice disponibile, spre deosebire de alte filme cu teme similare, după cum a remarcat Jacques Mandelbaum în cotidianul Le Monde  Revista Village Voice a declarat că este „un magnific imn de mulțumire pentru extazul nebun al libertății”. Recenzia din Arizona Reporter a adăugat că, pentru romi, libertatea înseamnă „a fi capabil să se poată mișca, iar recompensa este călătoria, nu destinația”. A observat importanța pe care personajele o acordă libertății, citând scena în care Taloche este îngrijorat că apa este „ținută împotriva voinței sale” în robinete și „o eliberează” prin a revărsa chiuveta pe podeaua băii și apoi pe scări, cu Taloche alunecând fericit pe scări de parcă ar fi fost într-un parc Disney. Alexis Campion de la Le Journal du Dimanche  a remarcat că Gatlif i-a portretizat în mod revigorant pe romi ca personaje „cu spirit liber” și a adăugat că acest film istoric este un tribut adus acelor suflete libere care sunt pe stradă chiar și astăzi.  Recenzia din Télérama a considerat că filmul se epuizează în timpul scenelor care descriu evenimente istorice, dar câștigă avânt în scenele cu păduri și pe drumuri, unde pasiunea pentru libertate a personajelor sale (cum ar fi Lavoine și Croze) sunt marginalizate de Thierrée, cu dansul său caracteristic sindromului lui Sydenham și rumegări în stilul lui Dostoievski. A adăugat că Taloche este adevărata personificare a libertății. 

### Oglindirea vremurilor actuale
O parte a criticilor a scris despre relevanța filmului pentru vremurile actuale. Într-un interviu, Gatlif a declarat că dorește ca filmul să reflecte vremurile actuale, adăugând că vremurile nu s-au schimbat prea mult și că, deși exterminarea politică a dispărut, punctele de vedere psihologice și politice privind romii nu au dispărut. El a criticat legea franceză care permite călătorilor să rămână într-un singur loc doar 24 de ore. De asemenea, a criticat situația romilor din Ungaria, România și Italia. El a continuat că starea romilor acum în multe locuri, „cu rândurile de oameni fără adăpost care așteaptă un bol cu supă cu o cutie de conserve pe mâini”, nu este foarte diferită de cea din lagărele de concentrare. Gatlif a criticat și faptul că, până în 1969, romilor li se cerea să-și ștampileze actele la o secție de poliție sau la primărie ori de câte ori ajungeau sau părăseau un sat francez. Bob Hill de la Moving Pictures Network a remarcat faptul că filmul face paralele cu faptul că „ne îndreptăm din nou către o cultură în care regimurile și bogăția determină cine are dreptul să trăiască liber - și cine nu are niciun drept” și a citat întâmplări actuale, cum ar fi evoluțiile din Orientul Mijlociu, războaie rasiale și disputele între țări. A adăugat că filmul îl face pe public să se întrebe dacă trăiesc într-o societate care îmbrățișează sau condamnă diversitatea.

## Lansare
Filmul a avut premiera la Festivalul Mondial de Film de la Montreal din 2009, unde a concurat în secțiunea Competiția Mondială, rezervată premierelor mondiale și internaționale, la premii precum Marele Premiu al Americii, Marele Premiu Special al Juriului, Cel mai bun regizor, Cea mai bună actriță, Cel mai bun actor, Cel mai bun scenariu, cea mai bună contribuție artistică și premiul pentru inovație.  Împreună cu filmul, Gatlif a lansat un roman cu același nume, Liberté, pe care l-a scris împreună cu romancierul francez Eric Kannay. Cartea urmează scenariul filmului.
În 2009, a concurat cu filme cu teme istorice pentru Prix du film d'histoire la Festival international du film d'histoire de Pessac. La Festivalul de film francez <i>Alliance Française</i> din 2010 a fost proiectat în secțiunea Rezistență, alături de alte filme care tratează teme ca opresiunea și rezistența. Mai târziu, în 2010, a concurat în secțiunea oficială, rezervată filmelor mediteraneene, pentru Premiul Eros și Psyche și pentru o mențiune specială (a expresiei artistice) la Festivalul MedFilm de la Roma. De asemenea, a participat la Festivalul filmului francez Providence din 2011.
Korkoro a fost proiectat în prima zi a Festivalului de Film al Drepturilor Omului de la Santa Barbara din 2011, împreună cu filme pe teme legate de drepturile omului, de la „avort până la tulburările politice [...] din Sierra Leone sau Zimbabwe”. În același an, la Festivalul Internațional de Film de la Ankara a fost încadrat în secțiunea sa de masterat, alături de lucrările altor regizori precum Werner Herzog, Takeshi Kitano și Ken Loach. La Festivalul Internațional de Film de la Washington, DC a avut loc, de asemenea, o proiecție a filmului în 2011.

## Recepție

### Box office
Korkoro a fost lansat în Franța la 24 februarie 2010, având încasări de 601.252 de dolari americani, iar în Belgia la 28 aprilie 2010, având încasări de 8.252 dolari americani, ceea ce a dus un total internațional de 618.846 dolari americani. 
Korkoro a avut premiera în America de Nord la 25 martie 2011 la Cinema Village din New York, Lorber Films deținând drepturile sale de distribuție.  Filmul a încasat 1.224 de dolari americani în weekendul premierei și s-a clasat pe locul 107 la box-office. A câștigat 8.179 de dolari americani în 15 săptămâni în cinematografele din America de Nord. Acest lucru a adus la venituri totale brute de 627.088 dolari americani.

### Răspuns critic
Tonul și stilul narativ al filmului au dus la reacții împărțite ale criticilor. Ronnie Scheib de la Variety a constatat că este plin de un patos excesiv, „pendulând între banalitate și sublim”, în timp ce Odile Tremblay de Le Monde a spus contrariul, anume că filmul a evitat patosul excesiv, făcându-l amuzant și tragic în același timp, o observație susținută și de Jacques Mandelbaum în la Le Devoir, care a scris că filmul amestecă umorul, sensibilitatea și drama.
Recenzia din Hammer to Nail a lui Michael Nordine a afirmat că filmul «nu cere milă și nici o altă încercare de manipulare emoțională», în schimb este o reprezentare directă a lucrurilor așa cum au fost, invocând portretizarea romilor de către Gatlif ca fiind „cu siguranță simpatică, dar niciodată prea exagerată." Filmul nu a oferit suficiente analize cu privire la „legile anti-romi” și efectul acestora asupra romilor, a observat recenzorul, căruia naziștii și toate celelalte personaje anti-rome din film îi par a fi „bigoți unidimensionali”. Bob Hill (de la Moving Pictures Network) a criticat faptul că filmul deoarece nu a reușit să-i ofere un acord emoțional, spre deosebire de alte filme și cărți cu temă similară. El a recunoscut că este un „film important, dar nu minunat - sau deosebit de bun [...]”  În apărarea stilului narativ incoerent al filmului, Jr Glenn Heath de la Slant Magazine a explicat că Gatlif nu a intenționat să regizeze o dramă istorică propriu-zisă dar, mai mult, a dorit să evoce sensul unei amintiri, absorbind tehnici ale fluxului conștiinței. Comentând tonul său, el a scris că filmul „este un examen rezervat, dar de durată, al unei groaze colective mute”. În L'Express, Sophie Benamon a declarat că ritmul controlat al filmului își ține spectatorii fără suflare și provoacă emoții.
Alexis Campion de la Le Journal du Dimanche a declarat că filmul transcende stereotipurile  timp ce recenzorul de la Arizona Reporter a menționat că unii ar putea considera că este un stereotip al romilor.
Odile Tremblay de la Le Monde a remarcat că regizorul și-a asumat o povară grea în regia unui film despre Holocaust împreună cu asocierea acestuia cu „efervescența poetică” pentru care sunt recunoscuți romii. El a adăugat că acesta poate fi considerat cel mai bun dintre filmele sale. Michael Nordine a caracterizat stilul regizoral al lui Gatlif ca fiind pasiv și „documentar”, astfel încât „uneori limitează distanța emoțională”. Eric Hynes de la TimeOut a lăudat munca lui Gatlif de a face o sărbătoare a texturilor și a muzicii romilor într-o poveste melodramatică. Recenzia din revista East County e negativă, afirmând că regizorul a avut prea multă încredere în publicul său, așteptându-se ca acesta să înțeleagă tot mesajul filmului.
Intriga și caracterizarea filmului a fost considerată slabă de către Nick Schager de la The Village Voice, care a adăugat că „emoția robustă și detaliile culturale” ale filmului compensează aceste lipsuri. Recenzia din National Public Radio a lui Scott Tobias a afirmat că filmul îmbină cultura exotică a romilor cu clișeele unui film de război. Sophie Benamon de la L'Express a declarat că nebunia lui Taloche este elementul esențial al filmului. În fața lui Taloche, Nick Schager a perceput că „filmul se revarsă cu furie și angoasă”. Recenzia din Arizona Reporter a lăudat «poznele maniace ale lui Taloche», care reprezintă «atât centrul comic al filmului cât și o reprezentare a tragediei».
Ronie Scheib (de la Variety) a admirat caracterizarea lui Taloche, comentând cascadoriile sale acrobatice și personajul apropiat de natură, care se încadrează excelent cu titlul filmului, „Libertate”. Personajele Lavoine și Croze au fost, de asemenea, menționate pozitiv în recenzia din L'Express; cu Sophie Benamon lde a L'Express care le-a catalogat „convingătoare”.
Jacques Mandelbaum de la Le Devoir a menționat că frumusețea scenelor precum sosirea romilor în rulote în prima lor scenă și muzica blândă este un contrast puternic cu temele dure ale lagărelor de concentrare și de exterminare. Odile Tremblay (Le Monde) a menționat o serie de scene, inclusiv cea în care Taloche deschide un robinet pentru a „elibera” apa și scena cu un ceas abandonat care sugerează ghetourile - ca fiind cele mai bune momente ale filmului.
Nick Schager (The Village Voice) a menționat estetica coloanei sonore în secvențe care descriu elemente cheie, cum ar fi cea cu trenurile care simbolizează Holocaustul, și descrierea detaliată a practicilor intime ale personajelor, care aduc profunzime într-un scenariu destul de previzibil. Brian Lafferty (East County Magazine) l-a criticat pe inginerul Julian Hirsch deoarece scenele par plictisitoare și mohorâte, cu o iluminare insuficientă. Scena cu robinetul a primit o mențiune specială în recenzia din L'Express.
În ceea ce privește aspectele sale istorice, Alexis Campion (Le Journal du Dimanche) a declarat că acesta este primul film francez care se ocupă de Porajmos. Ronnie Scheib (Variety) a lăudat filmul pentru expunerea rolului jandarmeriei franceze în Holocaust, recenzorul a adăugat că acesta este cel mai „accesibil” film al lui Gatlif după Latcho Drom. O recenzie din Independent Catholic News a spus că filmul oferă o șansă de reamintire a unor aspectele uitate ale celui de-al doilea război mondial și de a afla mai multe despre prejudecățile francezilor și persecuția țiganilor.
Filmul a primit trei stele dintr-un maxim de trei de la recenzorii revistelor Le Journal du Dimanche  și Slant Magazine, în timp ce Arizona Reporter i-a acordat un B+ conform sistemului său de notare.
Korkoro are un rating de 75% la Rotten Tomatoes.

### Premii
| An   | Premiu                                              | Categorie                                                         | Câștigător(i)                   | Rezultat                                         | Ref.          |
| ---- | --------------------------------------------------- | ----------------------------------------------------------------- | ------------------------------- | ------------------------------------------------ | ------------- |
| 2009 | Festivalul Mondial de Film de la Montreal           | Marele Premiu al Americii (Grand Prix of the Americas)            | Korkoro                         | Câștigat                                         | [ 6 ] [ 49 ]  |
| 2009 | Festivalul Mondial de Film de la Montreal           | Premiul publicului, internațional (Audience Award, International) | Korkoro                         | Câștigat                                         | [ 6 ]         |
| 2009 | Festivalul Mondial de Film de la Montreal           | Premiul Juriului Ecumenic - Mențiune specială                     | Korkoro                         | Câștigat                                         | [ 6 ]         |
| 2010 | Festival international du film d'histoire de Pessac | Prix du public                                                    | Korkoro                         | Câștigat                                         | [ 36 ]        |
| 2010 | Festivalul MedFilm                                  | Mențiune specială                                                 | Korkoro                         | Câștigat                                         | [ 38 ]        |
| 2010 | Premiile The Time for Peace Film and Music          | Cel mai bun film și regie                                         | Tony Gatlif                     | Florian Gallenberger – John Rabe                 | [ 50 ]        |
| 2010 | Premiile The Time for Peace Film and Music          | Founders' Choice Picture                                          | Tony Gatlif                     | Câștigat                                         | [ 51 ] [ 52 ] |
| 2011 | Premiile César                                      | Cea mai bună muzică scrisă pentru un film                         | Tony Gatlif, Delphine Mantoulet | Alexandre Desplat – Marioneta (The Ghost Writer) | [ 26 ]        |